# ダニー・ブラワ
ダニエル・ジェームズ・ブラワ（Daniel James Burawa, 1988年12月30日 - ）は、アメリカ合衆国・ニューヨーク州サフォーク郡ロッキーポイント出身の元プロ野球選手（投手）。
姓は「ブロウア(発音：burr-ow-uh)」と読むのが、より本来の発音に近い。

## 経歴

### プロ入りとヤンキース時代
2010年のMLBドラフトでニューヨーク・ヤンキースに12巡目（全体385位）指名され、プロ入り。この年は傘下のA-級のスタテンアイランド・ヤンキースで6試合に登板した。
2011年はA級チャールストン・リバードッグスでプレー。19試合に登板し3勝2敗3セーブ・防御率3.63だった。7月からA+級のタンパ・ヤンキースでプレー。20試合に登板し2勝2敗2セーブ・防御率3.66だった。
2012年は怪我で離脱し、シーズンを全休した。
2013年からはAA級トレントン・サンダーでプレー。46試合に登板し、6勝3敗4セーブ・防御率2.59だった。
2014年はメジャーのスプリングトレーニングに参加。期間中のオープン戦ではリリーフとして9試合に登板し、1勝0敗・防御率1.93だったが、4月3日にAAA級スクラントン・ウィルクスバリ・レイルライダースへ異動した。この年はAAA級スクラントン・ウィルクスバリとAA級トレントンでプレー。AAA級スクラントン・ウィルクスバリでは31試合に登板し、3勝1敗3セーブ・防御率5.95だった。オフの11月20日にヤンキースとメジャー契約を結び、40人枠入りを果たした。
2015年6月21日のデトロイト・タイガース戦でメジャーデビュー。2/3回を投げて4失点を喫した。8月5日にDFAとなった。

### ブレーブス時代
2015年8月14日、ウェイバー公示を経てアトランタ・ブレーブスへ移籍した。ブレーブス移籍後は12試合にリリーフ登板。勝敗は付かなかったものの、防御率3.65・WHIP0.97と好投した。ヤンキースとの合算では、13試合の登板で防御率6.23・WHIP1.23という成績だった。
2016年の開幕は傘下のAAA級グウィネット・ブレーブスで迎えた。4月26日に40人枠を外れ、AA級ミシシッピ・ブレーブスへ降格。6月3日に自由契約となった。

### ブレーブス退団後
2016年7月15日にアトランティックリーグのロングアイランド・ダックスと契約した。
2017年3月、第4回WBCにイスラエル代表として出場した。4月6日に独立リーグ・アトランティックリーグのブリッジポート・ブルーフィッシュと契約した。6月に退団した。

## 詳細情報

### 年度別投手成績
| 年 度    | 球 団    | 登 板 | 先 発 | 完 投 | 完 封 | 無 四 球 | 勝 利 | 敗 戦 | セ 丨 ブ | ホ 丨 ル ド | 勝 率 | 打 者 | 投 球 回 | 被 安 打 | 被 本 塁 打 | 与 四 球 | 敬 遠 | 与 死 球 | 奪 三 振 | 暴 投 | ボ 丨 ク | 失 点 | 自 責 点 | 防 御 率 | W H I P |
| -------- | -------- | ----- | ----- | ----- | ----- | -------- | ----- | ----- | -------- | ----------- | ----- | ----- | -------- | -------- | ----------- | -------- | ----- | -------- | -------- | ----- | -------- | ----- | -------- | -------- | ------- |
| 2015     | NYY      | 1     | 0     | 0     | 0     | 0        | 0     | 0     | 0        | 0           | ----  | 6     | 0.2      | 3        | 1           | 1        | 0     | 0        | 1        | 0     | 0        | 4     | 4        | 54.00    | 6.00    |
| 2015     | ATL      | 12    | 0     | 0     | 0     | 0        | 0     | 0     | 0        | 0           | ----  | 48    | 12.1     | 8        | 1           | 4        | 0     | 1        | 4        | 0     | 0        | 5     | 5        | 3.65     | 0.97    |
| '15計    | ATL      | 13    | 0     | 0     | 0     | 0        | 0     | 0     | 0        | 1           | ----  | 54    | 13.0     | 11       | 2           | 5        | 0     | 1        | 5        | 0     | 0        | 9     | 9        | 6.23     | 1.23    |
| MLB：1年 | MLB：1年 | 13    | 0     | 0     | 0     | 0        | 0     | 0     | 0        | 1           | ----  | 54    | 13.0     | 11       | 2           | 5        | 0     | 1        | 5        | 0     | 0        | 9     | 9        | 6.23     | 1.23    |

- 2017年度シーズン終了時

### 背番号
- 65（2015年 - 同年途中）
- 67（2015年途中 - 同年終了）

### 代表歴
- 2017 ワールド・ベースボール・クラシック・イスラエル代表